# Amor de papel
Amor de papel es una telenovela venezolana realizada y transmitida por Venevisión y Antena 3 en 1993, original de Gabriela Ortigoza, producida y dirigida por César Bolívar. Fue protagonizada por Mayra Alejandra y Carlos Olivier. Cuenta con las actuaciones co-protagónicas de Belén Marrero, Elizabeth Morales, Miguel de León y Juan Carlos Vivas. Contó con la participación antagónica de José Ángel Urdaneta y los actores hispanos Sancho Gracia y Lola Forner.

## Sinopsis
Mientras Rebeca se dedica a crear intrigas entre sus amigas y su propia familia, Leticia vive solo para ayudar a su hermano Luisito, un joven con discapacidad visual. Leticia conoce a Fernando, joven y rico y de buena familia, con quien inicia un romance pero Rebeca siempre tratara de separarlos. Por otro lado, Gisela vive con su padre, y es una joven cuya riqueza no ha cambiado su sencillez y ternura. Pero siendo obesa sufre varias desilusiones amorosas hasta que en fin encuentra a su amor verdadero. Celia es la rebelde del grupo, por lo que llega a sufrir terribles consecuencias, enfrentándose al aborto. Esther vivirá una espantosa experiencia de una violación, sin embargo saldrá adelante aunque su amor no pueda ser correspondido por su profesor. Y Diego, un joven provinciano que lucha por superarse y se enamora de Leticia. Amor de Papel es una historia juvenil que narra la vida de un grupo de adolescentes llenos de expectativas, impacientes por crecer y vivir lo que la vida les ofrece sin pensar quienes se ven envueltos en grandes conflictos; en donde se desarrollan temas en torno al romance, el alcoholismo, la drogadicción y el sida. Es la historia de Rebeca, Leticia, Gisela, Celia y Esther.

## Elenco
- Mayra Alejandra - Adela Córdova / Rafaela Villanueva
- Carlos Olivier - Prof. Guillermo Santander
- Belén Marrero - Verónica Roberstein
- Sancho Gracia - Alberto Hiffter
- Elizabeth Morales - Leticia Luján
- Miguel de León - Diego Del Corral
- Juan Carlos Vivas - Fernando Villalba
- Ileana Jacket - Flor de Villalba
- Lola Forner - Rebeca Córdova
- Zoe Ducós - Doña Chona
- Liliana Durán - Paola
- Mahuampi Acosta - Doña Paula
- Helianta Cruz - Blanca Saldívar
- Aura Elena Dinisio - Astrid de Lujan
- Betty Hass - Lucía Ponte
- Juan Iturbide - Héctor Estévez
- Henry Salvat - Esteban Luján
- Mauricio Gonzalez - Nicolás Villalba
- Lino Ferrer
- Luis Rivas
- Humberto Tancredi - Carlos Rivero
- Francisco Ferrari
- Omar Omaña
- Alba Valvé - Celia Rivero
- Juan Carlos Gardie
- Mario Llovera
- Adela Romero
- Asdrúbal Blanco - Luis "Luisito" Luján
- José Ángel Urdaneta - Mariano López "Caifás"
- Susana Duijm - Sagrario de Estévez
- Andrés Barbera - Julián Estévez
- Yamandu Acevedo - Baltazar Rivero
- Víctor Hernández
- León Benchimol
- Yulika Krausz
- Eduardo Luna - Ramón Martínez / Ramón Campos
- Azabache - Esther Méndez
- Jennifer Rodríguez Di Nisio - Teresita
- Gabriela Fleritt - Gisela
- Wilmer Machado - Gustavo "Tavo"